# فرودگاه سیمپانگ
فرودگاه سیمپانگ (به انگلیسی: Simpang Airport) (به زبان بومی: Lapangan Terbang Simpang) یک فرودگاه نظامی است . این فرودگاه در کشور مالزی قرار دارد و در ارتفاع ۳۴ متری از سطح دریا واقع شده است.